# 杜比夫卡 (戈爾諾斯塔伊夫卡區)
46°49′9″N 33°55′44″E / 46.81917°N 33.92889°E
杜比夫卡（烏克蘭語：Дубівка）是位於烏克蘭南部的村莊，由赫爾松州卡霍夫卡區的康斯坦丁尼夫卡市鎮負責管轄。該村始建於1911年，面積68平方公里，海拔高度57米，2001年人口795，人口密度每平方公里11.7人。